# Wilco Kelderman
Wilco Kelderman (Amersfoort, 25 de març de 1991) és un ciclista neerlandès, professional des del 2012. Actualment corre a l'equip Team Jumbo-Visma.
En el seu palmarès destaquen la general al Tour d'Alsàcia, la Volta a Turíngia i el Tour de Noruega, així com el Campionat dels Països Baixos de contrarellotge del 2015.

## Palmarès
- 2008
  - 1r a la Lieja-La Gleize
  - Vencedor de 2 etapes del Tour de la Regió de Lodz
- 2009
  - 1r a la International 3-Etappen-Rundfahrt der Rad-Júnior i vencedor d'una etapa
  - Vencedor d'una etapa als Tres dies d'Orobica
- 2010
  - 1r al Tour d'Alsàcia i vencedor d'una etapa
- 2011
  -  Campió dels Països Baixos de contrarellotge sub-23
  - 1r al Tour de Noruega
  - 1r a la Volta a Turíngia i vencedor de 2 etapes
  - Vencedor d'una etapa al Tour de l'Ain
- 2012
  - Vencedor de la classificació dels joves a la Volta a Califòrnia
  - Vencedor de la classificació dels joves al Critèrium del Dauphiné
- 2013
  - Vencedor de la classificació dels joves al Tour de Romandia
  - 1r a la Volta a Dinamarca, vencedor d'una etapa i de la classificació per punts i la dels joves
- 2015
  -  Campió dels Països Baixos de contrarellotge
  - Vencedor de la classificació dels joves a la Volta a Catalunya
- 2017
  -  Campió del món en contrarellotge per equips

### Resultats al Giro d'Itàlia
- 2013. 17è de la classificació general
- 2014. 7è de la classificació general
- 2017. Abandona (9a etapa)
- 2020. 3r de la classificació general
- 2022. 17è de la classificació general

### Resultats a la Volta a Espanya
- 2014. 14è de la classificació general
- 2017. 4t de la classificació general
- 2018. 10è de la classificació general
- 2019. 7è de la classificació general
- 2022. 18è de la classificació general
- 2023. 25è de la classificació general

### Resultats al Tour de França
- 2015. 79è de la classificació general
- 2016. 32è de la classificació general
- 2019. No surt (16a etapa)
- 2021. 5è de la classificació general
- 2023. 18è de la classificació general